# Franco francés
El franco francés fue la moneda oficial de Francia, antes de la entrada en circulación del euro entre el 1 de enero de 1999 y el 17 de febrero de 2002. Se dividía en 100 céntimos. Su código ISO 4217 era FRF y su abreviatura es fr.

## Historia

### Orígenes
El franco era originalmente una moneda francesa de 3,87 g acuñada en 1360 debido a la liberación del rey Juan II el Bueno retenido por los ingleses desde su captura en la batalla de Poitiers cuatro años antes. Equivalía a una livre tournois (libra de Tours).
Aunque Luis XIII abolió el franco como moneda de curso legal en 1641 a favor del luis de oro o escudo (écu), el vocablo «franco» siguió utilizándose coloquialmente para referirse a la libra.

### Entre la Revolución francesa y elsigloXIX
Durante la Revolución francesa, el franco fue reintroducido el 7 de abril de 1795 como moneda nacional por el gobierno de la Convención Nacional, como unidad decimal de 4,5 g de plata fina.
Con la creación del franco de oro en 1803, las unidades de oro y plata circularon ilegalmente. La razón de los valores de los dos metales era de 1 a 15,1.
A finales de 1865, Francia, Italia, Suiza y Bélgica crearon la Unión Monetaria Latina, que fijó sus respectivas monedas a un estándar de 4,5 g de plata o 0,290322 de oro basado en el franco francés y con una libre circulación entre estos países. Ésta unión funcionó prácticamente, con la incorporación de Grecia en 1868 y la adopción paralela del mismo estándar en algunos otros países cercanos, hasta comienzos del siglo XX.

### Primera Guerra Mundial y devaluaciones
La I guerra mundial rompió la estabilidad de la Unión Monetaria Latina, al poner en entredicho la fuerza del franco francés, debido a los gastos ocasionados por la propia guerra, la inflación y la reconstrucción del país financiada en parte mediante la impresión de una cantidad mayor de dinero. Todo ello redujo el poder de compra del franco en un 70 % entre 1915 y 1920 y un 43 % entre 1922 y 1926. Después de una breve vuelta al patrón oro entre 1928 y 1936, la moneda siguió perdiendo valor, hasta valer en 1959 menos de un cuarentavo de lo que valía en 1936.

### El nuevo franco
En enero de 1960, debido al escaso valor del franco, se creó el "nuevo franco francés" con un valor de 100 francos antiguos = 1 nuevo franco. Todas las denominaciones antiguas de francos siguieron, sobre todo monedas; circulando como céntimos, y la abreviatura NF (nouveau franc) se empleó durante una temporada. La inflación siguió erosionando el valor de la moneda gala, pero a un ritmo muy lento comparado con las monedas de otros países, de forma que, en 2002, año de su sustitución por el euro, el nuevo franco valía menos de la octava parte de su valor original.
Muchos franceses de cierta edad siguieron calculando en francos antiguos, anciens francs, e incluso grandes sumas de dinero como los premios de lotería siguieron dándose en céntimos, ya que estos eran equivalentes al franco antiguo. Este uso perduró hasta la abolición del franco en 2002, y se especuló si los ancianos seguirían llevando el factor de conversión entre francos antiguos y francos nuevos al euro, llamando a la versión reducida del mismo, naturalmente, euro ancien.
Desde el 1 de enero de 1999, el valor del franco francés se fijó en exactamente 6,55957 francos por euro, la moneda que lo reemplazó entre el 1 de enero y el 17 de febrero de 2002.
Los franceses, a menudo, calculan mentalmente los precios en euros tomando como factor de conversión 20 francos por cada 3 euros (6,6 francos por euro). Para ello, suman al precio en francos su mitad y dividen el resultado por 10. El error en esta conversión mental es del 1,6 %.

## Monedas
Las últimas monedas en circulación, antes de la entrada del euro, eran las de las denominaciones siguientes:
| Imagen | Denominación | Metal                                                      | Metal                             | Diámetro (mm) | Peso (g) | Canto                | Anverso                                                 | Reverso |
| Imagen | Denominación | Anillo                                                     | Centro                            | Diámetro (mm) | Peso (g) | Canto                | Anverso                                                 | Reverso |
| ------ | ------------ | ---------------------------------------------------------- | --------------------------------- | ------------- | -------- | -------------------- | ------------------------------------------------------- | --- |
|        | 1 céntimo    | Acero inoxidable                                           | Acero inoxidable                  | 15,00         | 1,65     | Liso                 | Trigo - REPUBLIQUE FRANÇAISE                            | 1 CENTIME - Valor facial - LIBERTE·EGALITE·FRATERNITE - año de acuñación                                    |
|        | 5 céntimos   | Bronce de aluminio                                         | Bronce de aluminio                | 17,00         | 2,00     | Liso                 | Marianne - REPUBLIQUE FRANÇAISE                         | 5 CENTIMES - Rama de olivo - Espiga de trigo - LIBERTE·EGALITE·FRATERNITE - año de acuñación                |
|        | 10 céntimos  | Bronce de aluminio                                         | Bronce de aluminio                | 20,00         | 3,00     | Liso                 | Marianne - REPUBLIQUE FRANÇAISE                         | 10 CENTIMES - Rama de olivo - Espiga de trigo - LIBERTE·EGALITE·FRATERNITE - año de acuñación               |
|        | 20 céntimos  | Bronce de aluminio                                         | Bronce de aluminio                | 23,50         | 4,00     | Liso                 | Marianne - REPUBLIQUE FRANÇAISE                         | 20 CENTIMES - Rama de olivo - Espiga de trigo - LIBERTE·EGALITE·FRATERNITE - año de acuñación               |
|        | ½ franco     | Níquel                                                     | Níquel                            | 19,50         | 4,50     | Estriado             | Sembradora (Semeuse) - REPUBLIQUE FRANÇAISE             | ½ FRANC - Rama de olivo - LIBERTE·EGALITE·FRATERNITE - año de acuñación                                     |
|        | 1 franco     | Níquel                                                     | Níquel                            | 24,00         | 6,00     | Estriado             | Sembradora (Semeuse) - REPUBLIQUE FRANÇAISE             | 1 FRANC - Rama de olivo - LIBERTE·EGALITE·FRATERNITE - año de acuñación                                     |
|        | 2 francos    | Níquel                                                     | Níquel                            | 26,50         | 7,50     | Estriado             | Sembradora (Semeuse) - REPUBLIQUE FRANÇAISE             | 2 FRANCS - Rama de olivo - Rama de roble - LIBERTE·EGALITE·FRATERNITE - año de acuñación                    |
|        | 5 francos    | Níquel depositado en Cupro-Níquel                          | Níquel depositado en Cupro-Níquel | 29,00         | 10,00    | Estriado             | Sembradora (Semeuse) - REPUBLIQUE FRANÇAISE             | 5 FRANCS - Rama de olivo - Rama de roble - Espigas de trigo - LIBERTE·EGALITE·FRATERNITE - año de acuñación |
|        | 10 francos   | Bronce de aluminio                                         | Níquel                            | 23,00         | 6,50     | Estriado discontinuo | Estatua del Genio de la Columna de Julio - RF           | 10 F - LIBERTÉ - ÉGALITÉ - FRATERNITÉ - año de acuñación                                                    |
|        | 20 francos   | Anillo externo: Bronce de Aluminio; Anillo Interno: Níquel | Bronce de aluminio                | 27,00         | 9,00     | Estriado discontinuo | Santuario del Monte Saint-Michel - RÉPUBLIQUE FRANÇAISE | 20 F - LIBERTÉ·ÉGALITÉ·FRATERNITÉ - año de acuñación                                                        |

Desde 1960 las monedas de 5 céntimos eran de acero inoxidable y no fue hasta 1966 cuando comenzaron a acuñarse con distinto material y diseño.
| Imagen | Denominación | Metal            | Metal            | Diámetro (mm) | Peso (g) | Canto | Anverso                      | Reverso                                                                   |
| Imagen | Denominación | Anillo           | Centro           | Diámetro (mm) | Peso (g) | Canto | Anverso                      | Reverso                                                                   |
| ------ | ------------ | ---------------- | ---------------- | ------------- | -------- | ----- | ---------------------------- | ------------------------------------------------------------------------- |
|        | 5 céntimos   | Acero inoxidable | Acero inoxidable | 19,00         | 3,4      | Liso  | Trigo - REPUBLIQUE FRANÇAISE | 5 CENTIMES - Valor facial - LIBERTE·EGALITE·FRATERNITE - año de acuñación |

En un principio, cuando el franco francés se revaluó, las monedas de ½ no existían hasta 1965, en su lugar circulaban monedas de 50 céntimos.
| Imagen | Denominación | Metal              | Metal              | Diámetro (mm) | Peso (g) | Canto | Anverso                         | Reverso                                                                                       |
| Imagen | Denominación | Anillo             | Centro             | Diámetro (mm) | Peso (g) | Canto | Anverso                         | Reverso                                                                                       |
| ------ | ------------ | ------------------ | ------------------ | ------------- | -------- | ----- | ------------------------------- | --------------------------------------------------------------------------------------------- |
|        | 50 céntimos  | Bronce de Aluminio | Bronce de Aluminio | 25,00         | 7,00     | Liso  | Marianne - REPUBLIQUE FRANÇAISE | 50 CENTIMES - Rama de olivo - Espiga de trigo - LIBERTE·EGALITE·FRATERNITE - año de acuñación |

Un caso similar ocurrió con las monedas de 10 francos, que fueron puestas a circular en 1974, estas estaban acuñadas en un solo material y solo en 1988 se empezaron a reemplazar por las bimetálicas.
| Imagen | Denominación | Metal         | Metal         | Diámetro (mm) | Peso (g) | Canto                                   | Anverso                       | Reverso                             |
| Imagen | Denominación | Anillo        | Centro        | Diámetro (mm) | Peso (g) | Canto                                   | Anverso                       | Reverso                             |
| ------ | ------------ | ------------- | ------------- | ------------- | -------- | --------------------------------------- | ----------------------------- | ----------------------------------- |
|        | 10 francos   | Níquel-Bronce | Níquel-Bronce | 26,00         | 10,00    | Escrito ("LIBERTE EGALITE FRATERNITE" ) | Sector industrial - 10 FRANCS | Mapa francés - REPUBLIQUE FRANÇAISE |

## Billetes
Los billetes en circulación, antes de la entrada del euro, eran los de las denominaciones siguientes:
| Imagen del anverso | Imagen del reverso | Denominación | Color predominante | Dimensiones | Anverso                                                                                          | Reverso                                                              |
| ------------------ | ------------------ | ------------ | ------------------ | ----------- | ------------------------------------------------------------------------------------------------ | -------------------------------------------------------------------- |
|                    |                    | 50 francos   | Azul               | 123 × 80 mm | 50 - Cinquante Francs - Antoine de Saint-Exupéry - Mapa mundo - El Principito - Banque de France | 50 - Cinquante Francs - Aeroplano - El Principito - Banque de France |
|                    |                    | 100 francos  | Naranja            | 133 × 80 mm | 100 - Cent Francs - Paul Cézanne - Banque de France                                              | 100 - Cent Francs - Bodegón - Banque de France                       |
|                    |                    | 200 francos  | Rojo               | 143 × 80 mm | 200 - Deux Cents Francs - Gustave Eiffel - Banque de France                                      | 200 - Deux Cents Francs - Torre Eiffel - Banque de France            |
|                    |                    | 500 francos  | Verde              | 153 × 80 mm | 500 - Cinq Cents Francs - Marie y Pierre Curie - Banque de France                                | 500 - Cinq Cents Francs - Instrumentos químicos - Banque de France   |